# Albo d'oro dei campionati statunitensi di calcio

## Storia
Il gioco del calcio o soccer venne importato negli Stati Uniti dagli immigrati europei approdati ad  Ellis Island e New Orleans. La prima lega costituita per standardizzare le regole del calcio fu la American Football Association (AFA) nel 1884, con sede nel nord-est degli Stati Uniti, in particolare nel New Jersey e New York ed in seguito in Pennsylvania e Massachusetts.
I primi campionati di calcio negli Stati Uniti si organizzarono soprattutto nell'est dello stato come il già citato American Football Association (AFA, 1884), la St. Louis Association Foot Ball League (SLAFBL, 1890), l' American Amateur Football Association (AAFA, 1893), la American League of Professional Football (ALPF, 1894), la National Association Football League (NAFBL, 1895), la Metropolitan Association Football League (MAFL, 1905), la St. Louis Soccer League (SLSL, 1907) e la Southern New England Football League (SNESL, 1914).
Dall'unione di squadre provenienti dalla National Association Football League e dalla Southern New England Soccer League nacque nel 1921 la prima edizione della American Soccer League per diversi anni la seconda più popolare lega sportiva professionistica del Paese. Controversie con la United States Football Association e l'inizio della Grande depressione nel 1929 portarono al collasso della lega nella primavera del 1933. L'anno successivo si ebbe la rifondazione della lega con budget inferiori ed esistette fino a quando la crescita eccessiva e le limitazioni finanziarie portarono al suo collasso nel 1983.
Nel 1967 si ebbe un exploit del soccer negli Stati Uniti con l'organizzazione di due campionati denominati United Soccer Association (USA, 1967) e National Professional Soccer League (NPSL I, 1967) che confluirono successivamente nella North American Soccer League (NASL, 1968). La NASL ha goduto di un notevole aumento di popolarità soprattutto per la presenza di giocatori europei e sudamericani che ne innalzarono la qualità agonistica, come ad esempio Pelé, Franz Beckenbauer, Johan Cruijff o George Best. La grave crisi economica di numerose squadre causò nel 1985 il fallimento e la chiusura della  lega.
Parallelamente alla NASL si sviluppò il calcio indoor con un relativo campionato denominato Major Indoor Soccer League (MISL, 1978) giocato nei palasport ad emulazione dell'hockey o del basket. Dopo la chiusura della North American Soccer League, la MISL fu riconosciuta dalla USSF e dalla FIFA come campionato nordamericano di Prima Divisione fino alla sua chiusura nel 1992.
Chiusa l'esperienza della NASL, della ASL e della USL, le società della costa occidentale degli Stati Uniti d'America e del Canada confluirono prima nella Western Soccer League (WSL, 1985)  e successivamente nella nuova lega della American Professional Soccer League (APSL, 1990), de facto il massimo campionato calcistico non ricevendo mai il riconoscimento ufficiale da parte della federazione.
La APSL e la A-League (1995) fecero da preludio alla fondazione della Major League Soccer (MLS, 1996), attualmente il massimo campionato calcistico degli Stati Uniti.

## Albo d'oro
A seguire i vincitori dei campionati statunitensi di calcio

### I primi campionati
| Stagione       | Lega             | Campione                                                |
| -------------- | ---------------- | ------------------------------------------------------- |
| 1894-1895      | ALPF             | Brooklyn Bridegrooms                                    |
| 1895           | NAFBL            | Centreville Athletic Club                               |
| 1895-1896      | NAFBL            | Non assegnato                                           |
| 1896-1897      | NAFBL            | Centreville Athletic Club                               |
| 1897-1898      | NAFBL            | Paterson True Blues                                     |
| 1898-1899      | NAFBL            | Paterson True Blues                                     |
| 1899-1906      | Nessuna attività | Nessuna attività                                        |
| 1906-1907      | NAFBL            | West Hudson A.A.                                        |
| 1907-1908      | NAFBL            | Newark Football Club                                    |
| 1907-1908      | SLSL             | St. Louis Innisfails                                    |
| 1908-1909      | NAFBL            | East Newark Clark A.A. e West Hudson A.A. (co-campioni) |
| 1908-1909      | SLSL             | St. Leo's                                               |
| 1909-1910      | EPSL I           | Fall River Rovers                                       |
| 1909-1910      | NAFBL            | West Hudson A.A.                                        |
| 1909-1910      | SLSL             | St. Leo's                                               |
| 1910-1911      | NAFBL            | Jersey Athletic Club                                    |
| 1910-1911      | SLSL             | St. Leo's                                               |
| 1911-1912      | NAFBL            | West Hudson A.A.                                        |
| 1911-1912      | SLSL             | St. Leo's                                               |
| 1912-1913      | NAFBL            | West Hudson A.A.                                        |
| 1912-1913      | SLSL             | St. Leo's                                               |
| 1913-1914      | NAFBL            | Brooklyn Field Club                                     |
| 1913-1914      | SLSL             | St. Leo's                                               |
| 1914-1915      | NAFBL            | West Hudson A.A.                                        |
| 1914-1915      | SLSL             | St. Leo's                                               |
| 1914-1915      | SNESL            | N. Bedford Whalers                                      |
| 1915-1916      | NAFBL            | Harrison Alley Boys                                     |
| 1915-1916      | SLSL             | Ben Millers                                             |
| 1915-1916      | SNESL            | Sconosciuto                                             |
| 1916-1917      | NAFBL            | Jersey Athletic Club                                    |
| 1916-1917      | SLSL             | Ben Millers                                             |
| 1916-1917      | SNESL            | N. Bedford Whalers                                      |
| 1917-1918      | NAFBL            | Paterson F.C.                                           |
| 1917-1918      | SLSL             | Ben Millers                                             |
| 1917-1918      | SNESL            | J&P Coats                                               |
| 1918-1919      | NAFBL            | Bethlehem Steel                                         |
| 1918-1919      | SLSL             | Scullin Steel                                           |
| 1919-1920      | NAFBL            | Bethlehem Steel                                         |
| 1919-1920      | SLSL             | Ben Millers                                             |
| 1920-1921      | NAFBL            | Bethlehem Steel                                         |
| 1920-1921      | SLSL             | Scullin Steel                                           |
| 1920-1921      | SNESL            | Fore River                                              |
| 1921-1922      | ASL I            | Philadelphia F.C.                                       |
| 1921-1922      | SLSL             | Scullin Steel                                           |
| 1922-1923      | ASL I            | J&P Coats                                               |
| 1922-1923      | SLSL             | St. Louis Vesper Buick                                  |
| 1923-1924      | ASL I            | Fall River                                              |
| 1923-1924      | SLSL             | St. Louis Vesper Buick                                  |
| 1924-1925      | ASL I            | Fall River                                              |
| 1924-1925      | SLSL             | Ben Millers                                             |
| 1925-1926      | ASL I            | Fall River                                              |
| 1925-1926      | SLSL             | Ben Millers                                             |
| 1926           | ISL I            | Brooklyn Wanderers                                      |
| 1926-1927      | ASL I            | Bethlehem Steel                                         |
| 1926-1927      | SLSL             | Ben Millers                                             |
| 1927-1928      | ASL I            | Boston S.C.                                             |
| 1927-1928      | SLSL             | St. Louis Tablers                                       |
| 1928-1929      | ASL I            | Fall River                                              |
| 1928-1929      | EPSL II          | Bethlehem Steel                                         |
| 1928-1929      | SLSL             | St. Louis Tablers                                       |
| Autunno 1929   | ASL I            | Fall River                                              |
| Autunno 1929   | EPSL II          | Bethlehem Steel                                         |
| Primavera 1930 | ASL I            | Fall River                                              |
| 1929-1930      | SLSL             | St. Louis Tablers                                       |
| Autunno 1930   | ASL I            | Fall River                                              |
| 1930-1931      | SLSL             | St. Louis Coca Colas                                    |
| Primavera 1931 | ASL I            | N.Y. Giants                                             |
| Autunno 1931   | ASL I            | N. Bedford Whalers                                      |
| 1931-1932      | SLSL             | St. Louis Coca Colas                                    |
| Primavera 1932 | ASL I            | N. Bedford Whalers                                      |
| Autunno 1932   | ASL I            | Fall River                                              |
| 1932-1933      | SLSL             | Stix, Baer and Fuller F.C.                              |
| 1933-1934      | ASL II           | Kearny Irish                                            |
| 1933-1934      | SLSL             | Stix, Baer and Fuller F.C.                              |
| 1934-1935      | ASL II           | German-Americans                                        |
| 1934-1935      | SLSL             | Central Breweries                                       |
| 1935-1936      | ASL II           | N.Y. Americans                                          |
| 1935-1936      | SLSL             | St. Louis Burke's Undertakers                           |
| 1936-1937      | ASL II           | Kearny Scots                                            |
| 1936-1937      | SLSL             | St. Louis Burke's Undertakers                           |
| 1937-1938      | ASL II           | Kearny Scots                                            |
| 1937-1938      | SLSL             | St. Louis St. Matthew's                                 |
| 1938-1939      | ASL II           | Kearny Scots                                            |
| 1938-1939      | SLSL             | Chicago Sparta                                          |
| 1939-1940      | ASL II           | Kearny Scots                                            |
| 1940-1941      | ASL II           | Kearny Scots                                            |
| 1941-1942      | ASL II           | Philadelphia Americans                                  |
| 1942-1943      | ASL II           | Brooklyn Hispano                                        |
| 1943-1944      | ASL II           | Philadelphia Americans                                  |
| 1944-1945      | ASL II           | Brookhattan                                             |
| 1945-1946      | ASL II           | Baltimore Americans                                     |
| 1946           | NASFL            | Toronto Greenbacks                                      |
| 1946-1947      | ASL II           | Philadelphia Americans                                  |
| 1947           | NASFL            | Pittsburgh Indians                                      |
| 1947-1948      | ASL II           | Philadelphia Americans                                  |
| 1948-1949      | ASL II           | Philadelphia Nationals                                  |
| 1949-1950      | ASL II           | Philadelphia Nationals                                  |
| 1950-1951      | ASL II           | Philadelphia Nationals                                  |
| 1951-1952      | ASL II           | Philadelphia Americans                                  |
| 1952-1953      | ASL II           | Philadelphia Nationals                                  |
| 1953-1954      | ASL II           | N.Y. Americans                                          |
| 1954-1955      | ASL II           | Uhrik Truckers                                          |
| 1955-1956      | ASL II           | Uhrik Truckers                                          |
| 1956-1957      | ASL II           | N.Y. Hakoah-Americans                                   |
| 1957-1958      | ASL II           | N.Y. Hakoah-Americans                                   |
| 1958-1959      | ASL II           | N.Y. Hakoah-Americans                                   |
| 1959-1960      | ASL II           | Colombo                                                 |
| 1960-1961      | ASL II           | Ukrainian Nationals                                     |
| 1961-1962      | ASL II           | Ukrainian Nationals                                     |
| 1962-1963      | ASL II           | Ukrainian Nationals                                     |
| 1963-1964      | ASL II           | Ukrainian Nationals                                     |
| 1964-1965      | ASL II           | Hartford S.C.                                           |
| 1965-1966      | ASL II           | Paterson Roma S.C.                                      |
| 1966-1967      | ASL II           | Baltimore St. Gerard's                                  |
| 1967-1968      | ASL II           | Ukrainian Nationals                                     |
| 1968           | ASL II           | Washington Darts                                        |
| 1969           | ASL II           | Washington Darts                                        |
| 1970           | ASL II           | Philadelphia Ukrainians                                 |
| 1971           | ASL II           | New York Greeks                                         |
| 1972           | ASL II           | Cincinnati Comets                                       |
| 1973           | ASL II           | New York Apollo                                         |
| 1974           | ASL II           | R.I. Oceaneers                                          |
| 1975           | ASL II           | New York Apollo e Boston Astros (co-campioni)           |

### Campionati di primo livello
L'era moderna del calcio professionistico negli Stati Uniti comincia con la stagione 1967, quando due neonate due leghe rivali, la USA e la NPSL, ottennero rispettivamente una il riconoscimento ufficiale della FIFA e l'altra un contratto televisivo nazionale. Le due leghe si fusero nella stagione successiva per creare la NASL. Dopo il fallimento di quest'ultima al termine della stagione 1984, bisognerà attendere il 1996 per vedere un nuovo campionato riconosciuto come prima divisione, la MLS.
| Stagione  | Lega                                                                | Campione                                                            | Vincitore regular season                                            | Capocannoniere                                                                      |
| --------- | ------------------------------------------------------------------- | ------------------------------------------------------------------- | ------------------------------------------------------------------- | ----------------------------------------------------------------------------------- |
| 1967      | USA                                                                 | L.A. Wolves                                                         | Washington Whips                                                    | 10 - Roberto Boninsegna (Chicago Mustangs)                                          |
| 1967      | NPSL                                                                | Oakland Clippers                                                    | Oakland Clippers                                                    | 20 - Yanko Daučík (Toronto Falcons)                                                 |
| 1968      | NASL                                                                | Atlanta Chiefs                                                      | San Diego Toros                                                     | 30 - John Kowalik (Chicago Mustangs)                                                |
| 1969      | NASL                                                                | K.C. Spurs                                                          | K.C. Spurs                                                          | 30 - Kaizer Motaung (Atlanta Chiefs)                                                |
| 1970      | NASL                                                                | Rochester Lancers                                                   | Washington Darts                                                    | 30 - Kirk Apostolidis (Dallas Tornado)                                              |
| 1971      | NASL                                                                | Dallas Tornado                                                      | Rochester Lancers                                                   | 19 - Carlos Metidieri (Rochester Lancers)                                           |
| 1972      | NASL                                                                | N.Y. Cosmos                                                         | N.Y. Cosmos                                                         | 9 - Randy Horton (New York Cosmos)                                                  |
| 1973      | NASL                                                                | Philadelphia Atoms                                                  | Dallas Tornado                                                      | 18 - Kyle Rote Jr. (Dallas Tornado)                                                 |
| 1974      | NASL                                                                | L.A. Aztecs                                                         | L.A. Aztecs                                                         | 15 - Paul Child (San Jose Earthquakes)                                              |
| 1975      | NASL                                                                | T.B. Rowdies                                                        | Portland Timbers                                                    | 23 - Steve David (Miami Toros)                                                      |
| 1976      | NASL                                                                | Toronto Metros-Croatia                                              | T.B. Rowdies                                                        | 19 - Giorgio Chinaglia (New York Cosmos)                                            |
| 1977      | NASL                                                                | N.Y. Cosmos                                                         | Ft. Lauderdale Strikers                                             | 24 - Steve David (Los Angeles Aztecs)                                               |
| 1978      | NASL                                                                | N.Y. Cosmos                                                         | N.Y. Cosmos                                                         | 34 - Giorgio Chinaglia (New York Cosmos)                                            |
| 1979      | NASL                                                                | Vancouver Whitecaps                                                 | N.Y. Cosmos                                                         | 25 - Oscar Fabbiani (Tampa Bay Rowdies)                                             |
| 1980      | NASL                                                                | N.Y. Cosmos                                                         | N.Y. Cosmos                                                         | 32 - Giorgio Chinaglia (New York Cosmos)                                            |
| 1981      | NASL                                                                | Chicago Sting                                                       | N.Y. Cosmos                                                         | 29 - Giorgio Chinaglia (New York Cosmos)                                            |
| 1982      | NASL                                                                | N.Y. Cosmos                                                         | N.Y. Cosmos                                                         | 21 - Ricardo Alonso (Jacksonville Tea Men)                                          |
| 1983      | NASL                                                                | Tulsa Roughnecks                                                    | N.Y. Cosmos                                                         | 25 - Roberto Cabañas (New York Cosmos)                                              |
| 1984      | NASL                                                                | Chicago Sting                                                       | Chicago Sting                                                       | 20 - Slaviša Žungul (Golden Bay Earthquakes)                                        |
| 1985-1995 | Nessun campionato di calcio outdoor riconosciuto come primo livello | Nessun campionato di calcio outdoor riconosciuto come primo livello | Nessun campionato di calcio outdoor riconosciuto come primo livello | Nessun campionato di calcio outdoor riconosciuto come primo livello                 |
| 1996      | MLS                                                                 | D.C. United                                                         | Tampa Bay Mutiny                                                    | 27 - Roy Lassiter (Tampa Bay Mutiny)                                                |
| 1997      | MLS                                                                 | D.C. United                                                         | D.C. United                                                         | 16 - Jaime Moreno (D.C. United)                                                     |
| 1998      | MLS                                                                 | Chicago Fire                                                        | LA Galaxy                                                           | 26 - Stern John (Columbus Crew)                                                     |
| 1999      | MLS                                                                 | D.C. United                                                         | D.C. United                                                         | 18 - Jason Kreis (Dallas Burn)                                                      |
| 2000      | MLS                                                                 | K.C. Wizards                                                        | K.C. Wizards                                                        | 26 - Mamadou Diallo (Tampa Bay Mutiny)                                              |
| 2001      | MLS                                                                 | S.J. Earthquakes                                                    | Miami Fusion                                                        | 19 - Álex Pineda Chacón (Miami Fusion)                                              |
| 2002      | MLS                                                                 | L.A. Galaxy                                                         | LA Galaxy                                                           | 24 - Carlos Ruiz (Los Angeles Galaxy)                                               |
| 2003      | MLS                                                                 | S.J. Earthquakes                                                    | Chicago Fire                                                        | 15 - Carlos Ruiz (Los Angeles Galaxy) 15 - Taylor Twellman (New England Revolution) |
| 2004      | MLS                                                                 | D.C. United                                                         | Columbus Crew                                                       | 12 - Brian Ching (San Jose Earthquakes) 12 - Edward Abraham Johnson (Dallas Burn)   |
| 2005      | MLS                                                                 | L.A. Galaxy                                                         | S.J. Earthquakes                                                    | 17 - Taylor Twellman (New England Revolution)                                       |
| 2006      | MLS                                                                 | Houston Dynamo                                                      | D.C. United                                                         | 16 - Jeff Cunningham (Real Salt Lake)                                               |
| 2007      | MLS                                                                 | Houston Dynamo                                                      | D.C. United                                                         | 20 - Luciano Emilio (D.C. United)                                                   |
| 2008      | MLS                                                                 | Columbus Crew                                                       | Columbus Crew                                                       | 20 - Landon Donovan (Los Angeles Galaxy)                                            |
| 2009      | MLS                                                                 | Real Salt Lake                                                      | Columbus Crew                                                       | 17 - Jeff Cunningham (Dallas)                                                       |
| 2010      | MLS                                                                 | Colorado Rapids                                                     | LA Galaxy                                                           | 18 - Chris Wondolowski (San Jose Earthquakes)                                       |
| 2011      | MLS                                                                 | LA Galaxy                                                           | LA Galaxy                                                           | 16 - Dwayne De Rosario (Dallas) 16 - Chris Wondolowski (San Jose Earthquakes)       |
| 2012      | MLS                                                                 | LA Galaxy                                                           | S.J. Earthquakes                                                    | 27 - Chris Wondolowski (San Jose Earthquakes)                                       |
| 2013      | MLS                                                                 | Sporting K.C.                                                       | N.Y. Red Bulls                                                      | 22 - Camilo (Vancouver Whitecaps)                                                   |
| 2014      | MLS                                                                 | LA Galaxy                                                           | Seattle Sounders                                                    | 27 - Bradley Wright-Phillips (New York Red Bulls)                                   |
| 2015      | MLS                                                                 | Portland Timbers                                                    | N.Y. Red Bulls                                                      | 22 - Kei Kamara (Columbus Crew) 22 - Sebastian Giovinco (Toronto FC)                |
| 2016      | MLS                                                                 | Seattle Sounders                                                    | FC Dallas                                                           | 24 - Bradley Wright-Phillips (New York Red Bulls)                                   |
| 2017      | MLS                                                                 | Toronto FC                                                          | Toronto FC                                                          | 24 - Nemanja Nikolić (Chicago Fire)                                                 |
| 2018      | MLS                                                                 | Atlanta United                                                      | N.Y. Red Bulls                                                      | 31 - Josef Martínez (Atlanta United)                                                |
| 2019      | MLS                                                                 | Seattle Sounders                                                    | Los Angeles FC                                                      | 34 - Carlos Vela (Los Angeles FC)                                                   |
| 2020      | MLS                                                                 | Columbus Crew                                                       | Philadelphia Union                                                  | 14 - Diego Rossi (Los Angeles FC)                                                   |
| 2021      | MLS                                                                 | New York City                                                       | N.E. Revolution                                                     | 19 - Valentín Castellanos (New York City)                                           |
| 2022      | MLS                                                                 | Los Angeles FC                                                      | Philadelphia Union                                                  | 23 - Hany Mukhtar (Nashville)                                                       |
| 2023      | MLS                                                                 | Columbus Crew                                                       | Los Angeles FC                                                      | 25 - Denis Bouanga (Los Angeles FC)                                                 |
| 2024      | MLS                                                                 | LA Galaxy                                                           | Inter Miami                                                         | 23 - Christian Benteke (D.C. United)                                                |

### Campionati di secondo livello
A partire dal 1976, con l'ingresso di franchigie della costa ovest, la ASL II diventa una lega pienamente nazionale.
| Stagione | Lega                | Campione                     |
| -------- | ------------------- | ---------------------------- |
| 1976     | ASL II              | L.A. Skyhawks                |
| 1977     | ASL II              | N.J. Americans               |
| 1978     | ASL II              | New York Apollo              |
| 1979     | ASL II              | Sacramento Gold              |
| 1980     | ASL II              | Pennsylvania Stoners         |
| 1981     | ASL II              | Carolina Lightnin'           |
| 1982     | ASL II              | Detroit Express              |
| 1983     | ASL II              | Jacksonville Tea Men         |
| 1984     | USL                 | Ft. Lauderdale Sun           |
| 1985     | USL                 | South Florida Sun            |
| 1985     | WSL                 | S.J. Earthquakes             |
| 1986     | WSL                 | Hollywood Kickers            |
| 1987     | WSL                 | San Diego Nomads             |
| 1988     | ASL III             | Washington Diplomats         |
| 1988     | WSL                 | Seattle Storm                |
| 1989     | ASL III             | Ft. Lauderdale Strikers      |
| 1989     | WSL                 | San Diego Nomads             |
| 1990     | APSL                | Maryland Bays                |
| 1991     | APSL                | S.F. Bay Blackhawks          |
| 1992     | APSL                | Colorado Foxes               |
| 1993     | APSL                | Colorado Foxes               |
| 1994     | APSL                | Montréal Impact              |
| 1995     | A-League            | Seattle Sounders             |
| 1996     | A-League            | Seattle Sounders             |
| 1996     | USISL Select League | California Jaguars           |
| 1997     | USL A-League        | Milwaukee Rampage            |
| 1998     | USL A-League        | Rochester Rhinos             |
| 1999     | USL A-League        | Minnesota Thunder            |
| 2000     | USL A-League        | Rochester Rhinos             |
| 2001     | USL A-League        | Rochester Rhinos             |
| 2002     | USL A-League        | Milwaukee Rampage            |
| 2003     | USL A-League        | Charleston Battery           |
| 2004     | USL A-League        | Montréal Impact              |
| 2005     | USL First Division  | Seattle Sounders             |
| 2006     | USL First Division  | Vancouver Whitecaps          |
| 2007     | USL First Division  | Seattle Sounders             |
| 2008     | USL First Division  | Vancouver Whitecaps          |
| 2009     | USL First Division  | Montréal Impact              |
| 2010     | USSF Div 2          | P.R. Islanders               |
| 2011     | NASL II             | Minnesota Stars              |
| 2012     | NASL II             | T.B. Rowdies                 |
| 2013     | NASL II             | N.Y. Cosmos                  |
| 2014     | NASL II             | S.A. Scorpions               |
| 2015     | NASL II             | N.Y. Cosmos                  |
| 2016     | NASL II             | N.Y. Cosmos                  |
| 2017     | NASL II             | S.F. Deltas                  |
| 2017     | USL                 | Louisville City              |
| 2018     | USL                 | Louisville City              |
| 2019     | USL Championship    | Real Monarchs                |
| 2020     | USL Championship    | Titolo non assegnato         |
| 2021     | USL Championship    | Orange County                |
| 2022     | USL Championship    | San Antonio FC               |
| 2023     | USL Championship    | Phoenix Rising               |
| 2024     | USL Championship    | Colorado Springs Switchbacks |

### Campionati di terzo livello
| Stagione  | Lega                               | Campione                           |
| --------- | ---------------------------------- | ---------------------------------- |
| 1995      | USISL Pro                          | L.I. Rough Riders                  |
| 1996      | USISL Pro                          | Charleston Battery                 |
| 1997      | USL D3 Pro                         | Albuquerque Geckos                 |
| 1998      | USL D3 Pro                         | Chicago Stingers                   |
| 1999      | USL D3 Pro                         | Western Mass Pioneers              |
| 2000      | USL D3 Pro                         | Charlotte Eagles                   |
| 2001      | USL D3 Pro                         | Utah Blitzz                        |
| 2002      | USL D3 Pro                         | L.I. Rough Riders                  |
| 2003      | USL D3 Pro                         | Wilmington Hammerheads             |
| 2004      | USL D3 Pro                         | Utah Blitzz                        |
| 2005      | USL Second Division                | Charlotte Eagles                   |
| 2006      | USL Second Division                | Richmond Kickers                   |
| 2007      | USL Second Division                | Harrisburg City I.                 |
| 2008      | USL Second Division                | Cleveland City Stars               |
| 2009      | USL Second Division                | Richmond Kickers                   |
| 2010      | USL Second Division                | Charleston Battery                 |
| 2011      | USL Pro                            | Orlando City                       |
| 2012      | USL Pro                            | Charleston Battery                 |
| 2013      | USL Pro                            | Orlando City                       |
| 2014      | USL Pro                            | Sacramento Republic                |
| 2015      | USL                                | Rochester Rhinos                   |
| 2016      | USL                                | N.Y. Red Bulls II                  |
| 2017-2018 | Nessun campionato di terzo livello | Nessun campionato di terzo livello |
| 2019      | USL League One                     | North Texas                        |
| 2020      | USL League One                     | Greenville Triumph                 |
| 2020-2021 | NISA                               | Detroit City                       |
| 2021      | USL League One                     | Union Omaha                        |
| 2022      | USL League One                     | S.G. Tormenta                      |
| 2023      | USL League One                     | North Carolina                     |
| 2024      | USL League One                     | Union Omaha                        |

## Statistiche

### Primo livello

#### Titoli per squadra
| Squadra                | Titoli | Anno                               |
| ---------------------- | ------ | ---------------------------------- |
| LA Galaxy              | 6      | 2002, 2005, 2011, 2012, 2014, 2024 |
| N.Y. Cosmos            | 5      | 1972, 1977, 1978, 1980, 1982       |
| D.C. United            | 4      | 1996, 1997, 1999, 2004             |
| Columbus Crew          | 3      | 2008, 2020, 2023                   |
| Chicago Sting          | 2      | 1981, 1984                         |
| S.J. Earthquakes       | 2      | 2001, 2003                         |
| Houston Dynamo         | 2      | 2006, 2007                         |
| Sporting K.C.          | 2      | 2000, 2013                         |
| Seattle Sounders       | 2      | 2016, 2019                         |
| L.A. Wolves            | 1      | 1967 USA                           |
| Oakland Clippers       | 1      | 1967 NPSL                          |
| Atlanta Chiefs         | 1      | 1968                               |
| K.C. Spurs             | 1      | 1969                               |
| Rochester Lancers      | 1      | 1970                               |
| Dallas Tornado         | 1      | 1971                               |
| Philadelphia Atoms     | 1      | 1973                               |
| L.A. Aztecs            | 1      | 1974                               |
| T.B. Rowdies           | 1      | 1975                               |
| Toronto Metros-Croatia | 1      | 1976                               |
| Vancouver Whitecaps    | 1      | 1979                               |
| Tulsa Roughnecks       | 1      | 1983                               |
| Chicago Fire           | 1      | 1998                               |
| Real Salt Lake         | 1      | 2009                               |
| Colorado Rapids        | 1      | 2010                               |
| Portland Timbers       | 1      | 2015                               |
| Toronto FC             | 1      | 2017                               |
| Atlanta United         | 1      | 2018                               |
| New York City          | 1      | 2021                               |
| Los Angeles FC         | 1      | 2022                               |

#### Titoli per Città
| Città                  | Titoli | Squadre                                                          |
| ---------------------- | ------ | ---------------------------------------------------------------- |
| Los Angeles            | 9      | LA Galaxy (6) L.A. Wolves (1) L.A. Aztecs (1) Los Angeles FC (1) |
| New York               | 6      | N.Y. Cosmos (5) New York City (1)                                |
| Washington             | 4      | D.C. United (4)                                                  |
| Chicago                | 3      | Chicago Sting (2) Chicago Fire (1)                               |
| Columbus               | 3      | Columbus Crew (3)                                                |
| Houston                | 2      | Houston Dynamo (2)                                               |
| Kansas City            | 2      | Sporting K.C. (2)                                                |
| Toronto                | 2      | Toronto Metros-Croatia (1) Toronto FC (1)                        |
| Atlanta                | 2      | Atlanta Chiefs (1) Atlanta United (1)                            |
| Seattle                | 2      | Seattle Sounders (2)                                             |
| San Jose               | 2      | S.J. Earthquakes (2)                                             |
| Kansas City (Missouri) | 1      | K.C. Spurs (1)                                                   |
| Filadelfia             | 1      | Philadelphia Atoms (1)                                           |
| Tampa                  | 1      | T.B. Rowdies (1)                                                 |
| Vancouver              | 1      | Vancouver Whitecaps (1)                                          |
| Tulsa                  | 1      | Tulsa Roughnecks (1)                                             |
| Salt Lake City         | 1      | Real Salt Lake (1)                                               |
| Denver                 | 1      | Colorado Rapids (1)                                              |
| Portland               | 1      | Portland Timbers (1)                                             |
| Dallas                 | 1      | Dallas Tornado (1)                                               |
| Oakland                | 1      | Oakland Clippers (1)                                             |
| Rochester              | 1      | Rochester Lancers (1)                                            |

#### Titoli per stato
| Stato                 | Titoli | Squadre |
| --------------------- | ------ | --- |
| California            | 12     | LA Galaxy (6) S.J. Earthquakes (2) L.A. Wolves (1) Oakland Clippers (1) L.A. Aztecs (1) Los Angeles FC (1) |
| New York              | 7      | N.Y. Cosmos (5) Rochester Lancers (1) New York City (1)                                                    |
| Distretto di Columbia | 4      | D.C. United (4)                                                                                            |
| Illinois              | 3      | Chicago Sting (2) Chicago Fire (1)                                                                         |
| Texas                 | 3      | Houston Dynamo (2) Dallas Tornado (1)                                                                      |
| Ohio                  | 3      | Columbus Crew (3)                                                                                          |
| Kansas                | 2      | Sporting K.C. (2)                                                                                          |
| Ontario               | 2      | Toronto Metros-Croatia (1) Toronto FC (1)                                                                  |
| Georgia               | 2      | Atlanta Chiefs (1) Atlanta United (1)                                                                      |
| Washington            | 2      | Seattle Sounders (2)                                                                                       |
| Missouri              | 1      | K.C. Spurs (1)                                                                                             |
| Pennsylvania          | 1      | Philadelphia Atoms (1)                                                                                     |
| Florida               | 1      | T.B. Rowdies (1)                                                                                           |
| Columbia Britannica   | 1      | Vancouver Whitecaps (1)                                                                                    |
| Oklahoma              | 1      | Tulsa Roughnecks (1)                                                                                       |
| Utah                  | 1      | Real Salt Lake (1)                                                                                         |
| Colorado              | 1      | Colorado Rapids (1)                                                                                        |
| Oregon                | 1      | Portland Timbers (1)                                                                                       |